# جام حذفی فوتبال زنان آلمان
جام حذفی فوتبال زنان آلمان یکی از جام‌های ملی اصلی فوتبال زنان در کشور آلمان است. این جام معادل جام حذفی مردان آلمان است. جام حذفی فوتبال زنان آلمان در سال ۱۹۸۰ تشکیل شد و از سال ۱۹۹۱ تیم‌های شرق آلمان را نیز شامل می‌شود. قهرمانان اخیر این جام وی اف ال وولفسبورگ (با ده عنوان قهرمانی)، اف. اف. سی فرانکفورت که با کسب نه عنوان قهرمانی موفقترین تیم این جام بوده‌است هستند. فینال این رقابتها به استثنای فینال سال ۱۹۸۳ همواره در یک زمان و یک روز پیش از فینال جام حذفی مردان برگزار شده‌است. از سال ۱۹۸۵ فینال در برلین برگزار شده‌است. در سال ۲۰۱۰ برای دومین بار فینال در شهری غیر از برلین و در شهر کلن برگزار شد تا جهت آزمایشی برای انتقال همیشگی فینال این بازی‌ها در شهری متفاوت از شهری که فینال مردان برگزار می‌شود باشد.

## ساختار

### مشارکت
تمامی تیم‌ها از بوندس‌لیگا و بوندس‌لیگا ۲ و تیم‌هایی که مجوز حضور در بوندس‌لیگا ۲ را گرفته‌اند اجازه رقابت در این جام را دارند. یکی از استثنائات این قانون تیم دوم باشگاه‌ها در زمانی که تیم اول جام منطقه‌ای را برده‌است اجازه حضور در این رقابتها را ندارند و تنها در صورتی که تیم دیگر جامی را به دست آورده باشد اما مجوز حضور در بوندس‌لیگا ۲ را نگرفته باشد اجازه رقابت در جام را خواهد داشت.

### گروه‌بندی
از تیم‌های انتخاب شده تنها بخشی از آنها در دور اول رقابت خواهند کرد. به‌طور دقیق ۳۲ تیم باید دور دوم با یکدیگر رقابت کنند؛ بنابراین تعداد تیم‌هایی که دور اول رقابت می‌کنند بر مبنای تیم‌های اضافه مشخص خواهد شد که باعث یک مسابقه برای تیم بعد از ۳۲ دومین باشد. تیم‌هایی که در دور اول مسابقه نخواهند داشت تیم‌هایی هستند که بهترین نتیجه را در فصل پیشین بوندس لیگا داشته‌اند. این تعداد نیز بر مبنای تعداد تیم‌های شرکت‌کننده در تورنومنت مشخص می‌شود. گروه‌بندی تیم‌ها از آنجایی که کمیسیونی جهت گروه‌بندی تیم‌ها بر مبنای مناسب بودن در گروه برای قرارگیری در گروه‌های دو تیمی و چهار تیم وجود دارد کاملاً به‌طور تصادفی نیست. این گروها با توجه به عامل اینکه از کدام منطقه هستند مطابقت دارند. در دور سوم کمیسون می‌تواند تصمیم بگیرد که یک تیم شرکت‌کننده را درهیچ یک از گروه‌ها قرار ندهد.

## برندگان
پیش از اتحاد آلمان تیم‌های شرکت‌کننده در این جام تنها از آلمان غربی بودند.

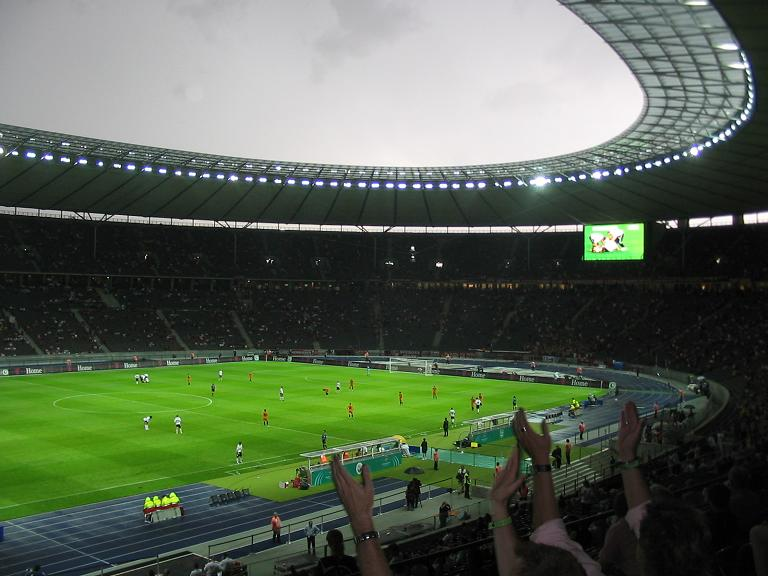
فینال سال ۲۰۰۷ در ورزشگاه المپیک برلین

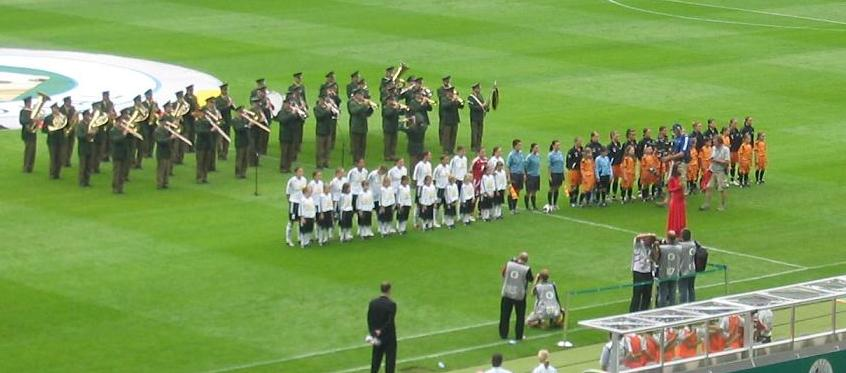
فینال سال ۲۰۰۷ در ورزشگاه المپیک برلین

| سال  | قهرمان                    | نتیجه             | نایب قهرمان               | محل برگزاری                                    |
| ---- | ------------------------- | ----------------- | ------------------------- | ---------------------------------------------- |
| 1981 | برگیش گلادباخ             | 5–0               | TuS Wörrstadt             | اشتوتگارت (ورزشگاه مرسدس بنز آرنا)             |
| 1982 | برگیش گلادباخ             | 3–0               | VfL Wildeshausen          | فرانکفورت (Waldstadion)                        |
| 1983 | KBC Duisburg              | 3–0               | اف‌اس‌وی فرانکفورت          | Frankfurt am Main (Stadion am Bornheimer Hang) |
| 1984 | برگیش گلادباخ             | 2–0               | وولفسبورگ                 | Frankfurt am Main (Waldstadion)                |
| 1985 | اف‌اس‌وی فرانکفورت          | 1–1 aet (4–3 pso) | KBC Duisburg              | برلین (ورزشگاه المپیک)                         |
| 1986 | زیگن                      | 2–0               | برگیش گلادباخ             | برلین (ورزشگاه المپیک)                         |
| 1987 | زیگن                      | 5–2               | STV Lövenich              | برلین (ورزشگاه المپیک)                         |
| 1988 | زیگن                      | 4–0               | Bayern Munich             | برلین (ورزشگاه المپیک)                         |
| 1989 | زیگن                      | 5–1               | اف‌اس‌وی فرانکفورت          | برلین (ورزشگاه المپیک)                         |
| 1990 | اف‌اس‌وی فرانکفورت          | 1–0               | بایرن مونیخ               | برلین (ورزشگاه المپیک)                         |
| 1991 | Grün-Weiß Brauweiler      | 1–0               | زیگن                      | برلین (ورزشگاه المپیک)                         |
| 1992 | اف‌اس‌وی فرانکفورت          | 1–0               | زیگن                      | برلین (ورزشگاه المپیک)                         |
| 1993 | زیگن                      | 1–1 aet (6–5 pso) | Grün-Weiß Brauweiler      | برلین (ورزشگاه المپیک)                         |
| 1994 | Grün-Weiß Brauweiler      | 2–1               | زیگن                      | برلین (ورزشگاه المپیک)                         |
| 1995 | اف‌اس‌وی فرانکفورت          | 3–1               | زیگن                      | برلین (ورزشگاه المپیک)                         |
| 1996 | اف‌اس‌وی فرانکفورت          | 2–1               | Klinge Seckach            | برلین (ورزشگاه المپیک)                         |
| 1997 | Grün-Weiß Brauweiler      | 3–1               | Eintracht Rheine          | برلین (ورزشگاه المپیک)                         |
| 1998 | دویسبورگ                  | 6–2               | اف‌اس‌وی فرانکفورت          | برلین (ورزشگاه المپیک)                         |
| 1999 | اف. اف. سی فرانکفورت      | 1–0               | دویسبورگ                  | برلین (ورزشگاه المپیک)                         |
| 2000 | اف. اف. سی فرانکفورت      | 2–1               | زیگن                      | برلین (ورزشگاه المپیک)                         |
| 2001 | اف. اف. سی فرانکفورت      | 2–1               | Flaesheim-Hillen          | برلین (ورزشگاه المپیک)                         |
| 2002 | اف. اف. سی فرانکفورت      | 5–0               | Hamburg                   | برلین (ورزشگاه المپیک)                         |
| 2003 | اف. اف. سی فرانکفورت      | 1–0               | دویسبورگ                  | برلین (ورزشگاه المپیک)                         |
| 2004 | اف. اف. سی توربین پوتسدام | 3–0               | اف. اف. سی فرانکفورت      | برلین (ورزشگاه المپیک)                         |
| 2005 | اف. اف. سی توربین پوتسدام | 3–0               | اف. اف. سی فرانکفورت      | برلین (ورزشگاه المپیک)                         |
| 2006 | اف. اف. سی توربین پوتسدام | 2–0               | اف. اف. سی فرانکفورت      | برلین (ورزشگاه المپیک)                         |
| 2007 | اف. اف. سی فرانکفورت      | 1–1 (4–1 pso)     | دویسبورگ                  | برلین (ورزشگاه المپیک)                         |
| 2008 | اف. اف. سی فرانکفورت      | 5–1               | Saarbrücken               | برلین (ورزشگاه المپیک)                         |
| 2009 | دویسبورگ                  | 7–0               | اف. اف. سی توربین پوتسدام | برلین (ورزشگاه المپیک)                         |
| 2010 | دویسبورگ                  | 1–0               | FF USV Jena               | کلن (ورزشگاه راین انرژی)                       |
| 2011 | اف. اف. سی فرانکفورت      | 2–0               | اف. اف. سی توربین پوتسدام | Cologne (RheinEnergieStadion)                  |
| 2012 | بایرن مونیخ               | 2–0               | اف. اف. سی فرانکفورت      | Cologne (RheinEnergieStadion)                  |
| 2013 | وولفسبورگ                 | 3–2               | اف. اف. سی توربین پوتسدام | Cologne (RheinEnergieStadion)                  |
| 2014 | اف. اف. سی فرانکفورت      | 3–0               | باشگاه فوتبال اس‌جی‌اس اسن  | Cologne (RheinEnergieStadion)                  |
| 2015 | وولفسبورگ                 | 3–0               | اف. اف. سی توربین پوتسدام | Cologne (RheinEnergieStadion)                  |
| 2016 | وولفسبورگ                 | 2–1               | SC Sand                   | Cologne (RheinEnergieStadion)                  |
| 2017 |                           | –                 |                           | Cologne (RheinEnergieStadion)                  |

## برندگان بر مبنای تیم
| باشگاه                         | تعداد قهرمانی | تعداد نایب قهرمانی |
| ------------------------------ | ------------- | ------------------ |
| اف. اف. سی فرانکفورت           | ۹             | ۴                  |
| تی‌اس‌وی زیگن                    | ۵             | ۵                  |
| باشگاه فوتبال اف‌اس‌وی فرانکفورت | ۵             | ۳                  |
| اف. اف. سی توربین پوتسدام      | ۳             | ۴                  |
| اف سی آر ۲۰۰۱ دویسبورگ         | ۳             | ۳                  |
| برگیش گلادباخ                  | ۳             | ۱                  |
| Grün-Weiß Brauweiler           | ۳             | ۱                  |
| وی‌تف‌ال وولفسبورگ               | ۳             | ۱*                 |
| بایرن مونیخ                    | ۱             | ۲                  |
| KBC Duisburg                   | ۱             | ۱                  |
| باشگاه فوتبال اس‌جی‌اس اسن       | ۰             | ۱                  |
| FFC Flaesheim-Hillen           | ۰             | ۱                  |
| Hamburger SV                   | ۰             | ۱                  |
| FF USV Jena                    | ۰             | ۱                  |
| STV Lövenich                   | ۰             | ۱                  |
| Eintracht Rheine               | ۰             | ۱                  |
| 1. FC Saarbrücken              | ۰             | ۱                  |
| SC Klinge Seckach              | ۰             | ۱                  |
| VfL Wildeshausen               | ۰             | ۱                  |
| SC Sand                        | ۰             | ۱                  |
| TuS Wörrstadt                  | ۰             | ۱                  |

(*): نایب قهرمانی وی اف ال وولفسبورگ تحت نام وی اف آر اینتراخت وولفسبورگ به دست آمد.